# Resident Evil: Operation Raccoon City
Resident Evil: Operation Raccon City é um jogo eletrônico de tiro em terceira pessoa e survival horror, baseado nos acontecimentos da série de jogos Resident Evil. O jogo que foi desenvolvido pela Slant Six Games e pela Capcom, foi lançado em 20 de março de 2012 para PlayStation 3 e Xbox 360 e, em maio do mesmo ano, para Microsoft Windows.
O jogo se passa durante os eventos de Resident Evil 2 e Resident Evil 3: Nemesis, em Raccoon City, cujos moradores foram transformados em zumbis depois do surto do T-Virus, uma arma biológica ilegalmente desenvolvida pela companhia farmacêutica Umbrella Corporation.

## Sinopse
Setembro de 1998 e a trama se concentra em Raccoon City, cujo destino já foi determinado com as horríveis consequências do mortal vazamento do T-Vírus, desenvolvido no Laboratório Subterrâneo de Pesquisas da Umbrella. Com a necessidade de encobrir o caso, a empresa envia um esquadrão de elite para Raccoon City, a fim de destruir todas as evidências que à ligam ao incidente e eliminar qualquer sobrevivente. Enquanto isso, o governo dos Estados Unidos colocou a cidade em quarentena e enviou sua própria equipe de soldados para determinar a origem do misterioso incidente.
O jogador assume o papel de um soldado do Serviço de Segurança da Umbrella (U.S.S.), competindo sozinho ou com outros quatro jogadores em uma batalha contra todas as forças competidoras presentes em Raccoon City. O game traz o retorno dos inimigos originais da série, locais icônicos (como o Departamento de Polícia de Raccoon City) e os personagens favoritos dos fãs, incluindo Leon S. Kennedy, um policial novato que está na sua lista de pessoas à serem eliminadas. Resident Evil: Operation Raccon City não possui relação com a cronologia da série.

## Personagens
- Vector

Os dados de Vector permanecem, em sua maioria, confidenciais e sua verdadeira identidade é secreta. Treinado na Ilha Rockfort, ele desenvolveu suas habilidades em artes marciais letais e reconhecimento. Como um agente disfarçado, suas conquistas no campo de batalha são comparáveis com as técnicas de seu antigo mentor, HUNK.
- Beltway

Hector "Beltway" Hivers é um especialista em demolição que foi dispensado do Corpo de Engenharia do Exército dos Estados Unidos. Pouco se sabe sobre o incidente, além da colocação de sua perna protética. Sua dedicação ao ofício está acima de qualquer precedente, enquanto seu prazer em explodir coisas é sempre visível.
- Lupo

Uma ex-agente das forças especiais francesas, Karena "Lupo" Lesproux é uma especialista em armamento. Atraída pelo dinheiro, Karena se afiliou à Umbrella e comanda a '. Seu conhecimento de campo faz com que o grupo confie totalmente nela. Ela cuida dos membros, como uma loba cuida de seus filhotes, o que fez com que a equipe lhe chamasse afetuosamente de Mãe Loba.
- Bertha

Michaela "Bertha" Schneider encontra prazer na dor. Uma ex-soldado disciplinada e dedicada à medicina, ela se afiliou à Umbrella logo após um retorno mal-sucedido à vida civil. Ela se uniu prontamente à Wolfpack, após eles terem assegurado de que anestesia seria um luxo e não uma prioridade.
- Spectre

Um veterano da Guerra Fria e um ex-espião, Vladmir "Spectre" Bodrovski fugiu da antiga União Soviética após ter problemas com as autoridades. Sendo o grande especialista em vigilância da U.S.S, ele foi transferido para a Wolfpack, quando o alto escalão de administração da Umbrella notou que suas habilidades poderiam ser de um grande benefício.
- Four-Eyes

Desenvolvendo uma obsessão nada saudável pela ciência ainda muito jovem, Christine "Four-Eyes" Yamata se especializou em virologia. Ela é focada, tão profundamente, em seu trabalho que demonstra pouco interesse em outras coisas, como sentimentos, vida e nos outros seres humanos. Estudiosa e detalhista, ela sempre quer saber mais sobre uma determinada situação.
- Dee-Ay

Crispin "Dee-Ay" Jettingham é um soldado experiente. Ele era o homem de confiança do governo norte-americano para liderar a equipe Echo Six. Sempre calmo e contido, ele é um grande soldado, com muitas habilidades e que age com uma grande eficiência com seu armamento e cumprindo ordens.
- Harley

Um ex-motociclista desbocado, Erez (Harley) Morris passou a servir as forças armadas para evitar ser preso. Se aprimorando em medicina durante a Operação Tempestade no Deserto na Guerra do Golfo, Harley se tornou um dos melhores médicos em campo. Sempre colocando a vida dos outros acima da sua, ele sempre irá dar seu melhor para garantir que ninguém fique para trás.
- Party Girl

Sienna (Party Girl) Fowler ganhou a reputação de garota festeira ao dar grandes festas durante sua juventude para homens de negócios e oficiais. Eles mal sabiam que cada festa era gravada com equipamentos escondidos e os materiais poderiam ser vendidos por altos valores. O governo lhe contratou, após ela ter conseguido enganar o maior especialista em vigilância numa de suas festas.
- Shona

Lawrence (Shona) Kimbala esteve exposto à morte desde à juventude, tratando doenças em seu país natal, Zimbábue. Após o falecimento de seu pai, ele entrou para a Escola de Medicina de Harvard, onde percebeu ter a habilidade de controlar o vírus, ao invés de curá-lo. Ele entrou para o programa de armas especiais do Exército, sendo o maior especialista em virologia do grupamento.
- Tweed

Marissa (Tweed) Ronson possui a língua afiada e o pavio curto. Trabalhando, anteriormente para o Serviço Secreto Britânico, ela desapareceu após uma operação de remoção de bombas lhe deixar traumatizada. Escolhida a dedo pelo governo, Tweed se tornou parte do grupo Echo Six, devido à sua grande habilidade incomparável com demolições.
- Willow

Caroline (Willow) Floyd desenvolveu sua habilidade em velocidade e esquiva ao crescer sozinha em uma reserva em Montana. Ela entrou para o Exército assim que deixou a escola, ingressando nas Forças Especiais. Nunca está satisfeita consigo mesma e continua treinando suas habilidades todos os dias.
- HUNK

Um excelente soldado treinado na Ilha Rockfort, HUNK também é chamado de Senhor Morte, porém, seus dados verdadeiros não são conhecidos, inclusive seu verdadeiro nome. A Umbrella lhe utiliza em várias missões, nas quais ele completa com sucesso e muitas vezes é o único sobrevivente. A empresa possui uma grande confiança nas habilidades dele e Nicholai lhe vê como um concorrente. HUNK é um personagem jogável no modo Heroes Mode, presente na equipe dos vilões.
- Leon Scott Kennedy

Leon é um policial novato que acabou de chegar em Raccoon City para o seu primeiro dia de trabalho. Surpreendido pelos zumbis que infestam a cidade, ele também terá que sobreviver ao se tornar o alvo dos agentes da U.S.S. Leon é um personagem jogável no modo Heroes Mode, presente na equipe dos heróis.
- Claire Redfield

Claire foi para Raccoon City em busca do seu irmão, Chris Redfield, que partiu para a Europa para investigar a Umbrella. Ela se encontra com Leon e os dois tentam sobreviver à horda de zumbis que tomou conta da cidade. Claire é uma personagem jogável no modo Heroes Mode, presente na equipe dos heróis.
- Jill Valentine

Jill permaneceu em Raccoon City após o incidente da mansão, para investigar as atividades da Umbrella e acabou vendo-se presa na cidade após o T-Vírus infectar os habitantes. Sendo um membro dos S.T.A.R.S., um esquadrão de elite de Raccoon City, ela é muito bem preparada para situações extremas. Jill é uma personagem jogável no modo Heroes Mode, presente na equipe dos heróis.
- Carlos Olivera

Carlos é um membro da U.B.C.S e foi para Raccoon City, a fim de resgatar os sobreviventes do incidente com o T-Vírus. Ele é um ex-guerrilheiro sul-americano, que cresceu em meio à guerra civil desde a infância. O rapaz é corajoso e enfrenta situações de perigo sem hesitar. Carlos é um personagem jogável no modo Heroes Mode, presente na equipe dos heróis.
- Nicholai Ginovaef

Nicholai é o comandante do pelotão Delta do TIME B da U.B.C.S. O rapaz é um excelente soldado, com uma série de missões completadas com sucesso, porém, sempre volta como o único sobrevivente. Esse fato começou a levantar dúvidas sobre sua idoneidade entre os seus subordinados. Nicholai é um personagem jogável no modo Heroes Mode, presente na equipe dos vilões.
- Ada Wong

Ada está na cidade a fim de roubar uma amostra do T-Vírus para uma empresa rival à Umbrella. Ela costuma ser calma e contida mesmo em situações muito extremas e possui habilidades de combate de alto nível. Ada é um personagem jogável no modo Heroes Mode, presente na equipe dos vilões.
- LONE WOLF

O Lobo Solitário é o piloto de helicóptero da equipe de HUNK. Ele possui técnicas de voo lendárias, além de ter uma grande capacidade de sobrevivência em situações extremas. LONE WOLF é um personagem jogável no modo Heroes Mode, presente na equipe dos vilões.
- Comando da U.S.S

O Comando do Serviço de Segurança da Umbrella deu ordens para a Wolfpack e possivelmente para outras unidades durante suas operações em Raccoon City. O interlocutor fornece informações principalmente para a Wolfpack sobre a destruição de evidências.

## Desenvolvimento
A ideia do jogo surgiu durante o desenvolvimento de Lost Planet II. A edição de maio/2011 da Revista Oficial do Xbox, que foi lançada em 05 de abril, mostrava a imagem de um indivíduo com uma máscara de gás ao longo da Umbrella Inc. logo na capa da edição. Em 01 novembro de 2010, a Kotaku informou à imprensa sobre um boato de que a Slant Six Games, desenvolvedora de SOCOM: Confront EUA Navy SEALs, estava desenvolvendo Resident Evil: Operation Raccoon City. Em seu site, a desenvolvedora escreveu que "estava neste momento produzindo um projeto novo e surpreendente que foi anunciado em conjunto com outros parceiros, afim de publicar novos conteúdos em uma franquia de classe mundial".

## Recepção
A IGN atribuiu uma pontuação 4/10 afirmando que "um real surto de zumbis teria sido menos trágico." O GameInformer deu uma nota 6/10. O GameSpot atribuiu uma nota 4.5/10. A GamesRadar com o texto: "jogue este jogo por algumas horas e você estará rezando para um apocalipse zumbi real começar", deu uma nota 3/10, se referindo como pontos fortes do jogo: "a variedade das classes de perícia, as gargalhadas por rirmos da IA estúpida e o fim do jogo, nunca mais voltando à jogá-lo", e como pontos fracos: "o sistema de cobertura, a tentativa de reanimar alguém, apanhando uma nova arma em vez disso e a nossa culpa por termos comprado este jogo."